# Moslim Democratische Partij
 (novembre 2007).
Si vous disposez d'ouvrages ou d'articles de référence ou si vous connaissez des sites web de qualité traitant du thème abordé ici, merci de compléter l'article en donnant les références utiles à sa vérifiabilité et en les liant à la section « Notes et références ».
Le Moslim Democratische Partij ou MDP (trad. fr. Parti démocratique musulman) est le parti belge issu en juin 2003 de la Ligue arabe européenne de Dyab Abou Jahjah. 
Il s'est présenté dans les circonscriptions provinciales d'Anvers et de Flandre-Orientale lors des élections régionales de juin 2004, avec des scores dérisoires : 2.882 voix (0,27 %) à Anvers, 1 305 voix (0,14 %) en Flandre orientale. Disparu en 2005 ou 2006.